# Manuel Krainz
Manuel Krainz (* 26. März 1992) ist ein österreichischer Fußballspieler.

## Karriere
Krainz begann seine Karriere beim FC Bergheim. 2002 wechselte er zum USV Elixhausen. 2006 kam er zum USC Eugendorf. Zwischen Jänner und März 2008 spielte er beim USV Hallwang. Danach kehrte er zu Eugendorf zurück.
Im Juni 2009 debütierte er für die Kampfmannschaft von Eugendorf in der Salzburger Liga. Mit Eugendorf konnte er 2013 in die Regionalliga aufsteigen. Sein Debüt in der dritthöchsten Spielklasse gab er im Juli 2013, als er am ersten Spieltag der Saison 2013/14 gegen den FC Hard in der 27. Minute für Christof Kopleder eingewechselt wurde.
Im Sommer 2016 wechselte er zum Ligakonkurrenten USK Anif. Für Anif konnte er in 30 Spielen 20 Tore erzielen und zum Ende der Saison 2016/17 Meister der Regionalliga West werden.
Zur Saison 2017/18 schloss er sich dem Zweitligisten FC Blau-Weiß Linz an. Im Juli 2017 debütierte er in der zweiten Liga, als er am ersten Spieltag jener Saison gegen den FC Wacker Innsbruck in der 84. Minute für Patrick Schagerl eingewechselt wurde.
Zur Saison 2019/20 wechselte er zum drittklassigen Salzburger AK 1914.